# ブランチインブランチ

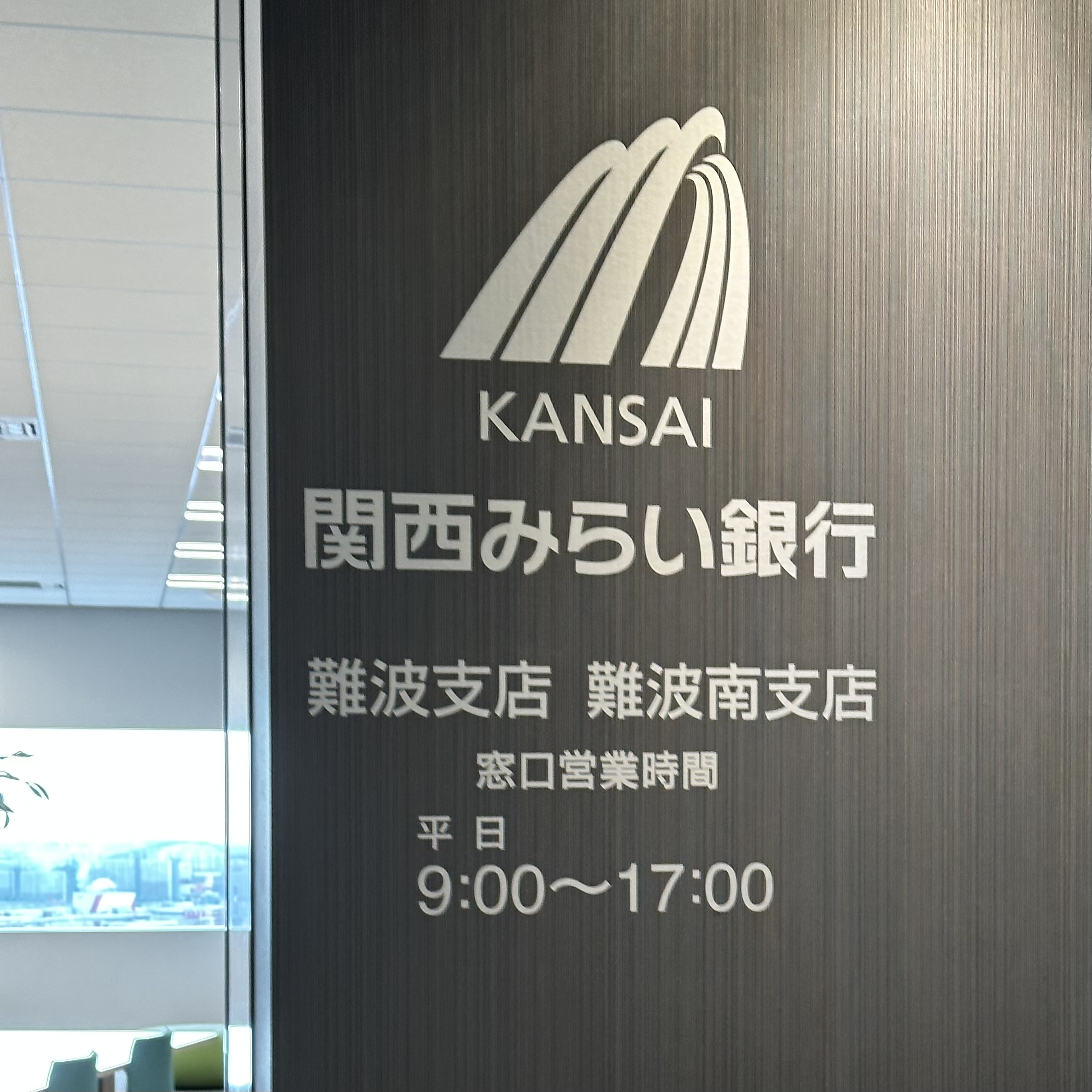
関西みらい銀行難波支店（旧近畿大阪銀行難波支店）。2020年に難波南支店（旧関西アーバン銀行難波支店）を取り込み、これまでに前身7銀行10支店を2支店1箇所に集約した

ブランチインブランチとは、合併した銀行などで、経営合理化とサービス改善とを早期に実現する目的から、とりわけ勘定系システム統合前に複数の支店を1か所の窓口にして行う形態のこと。店舗内店舗（てんぽないてんぽ）、店舗内支店（てんぽないしてん）、支店内支店（してんないしてん）もしくは、ブランチ・イン・ブランチとも称される。

## 概要
これまで主だったところでは、（旧）三井住友銀行、(旧)みずほ銀行、りそな銀行、三菱UFJ信託銀行、三菱UFJ銀行などで行われている。その目的から、システム統合が完了次第、早期に店舗統合を実施する例がほとんどである。ただし、三菱UFJ銀行や三井住友信託銀行のように、システム統合完了後も、店舗統合を実施せずにブランチインブランチを継続ないしは実体店を削減（地方銀行では筑波銀行、第二地方銀行ではきらやか銀行などに同様のケースが見られる）、あるいは建替の際の仮店舗を既存店の窓口で取り扱う等の理由により、ブランチインブランチをさらに行うケースも見られる。
2010年代以降はシステム統合を伴わない、実店舗削減目的でのブランチインブランチが、2007年の新銀行東京（現・きらぼし銀行）を皮切りに行われるようになり、名実ともに店舗が廃止される従来の店舗統合では口座番号の変更・通帳の強制切り替えを伴うのに対し、ブランチインブランチで名目上存続させることでこの手間を省いている。さらに、ブランチインブランチした店舗がさらなる店舗網整理のため、被統合店舗もろとも他の店舗にブランチインブランチされるケースも出ている（例：百十四銀行田町支店。2019年10月に配下の桜町出張所をブランチインブランチしたが、1年もしない2020年6月に同出張所ごと本店営業部にブランチインブランチされた）。
この形態の支店におけるATMの設置については、旧みずほ銀行・旧三井住友銀行のように一方の支店の管轄するATMしか設置しないケースと、りそな銀行や三菱UFJ銀行、三井住友信託銀行のように、双方の支店の管轄するATMを併設するケースとがある。
合併に伴い「○○中央支店」や「○○駅前支店」など（後者は主に都銀の場合）と改称される店舗は将来的な統廃合でのブランチインブランチ解消時の廃止対象となることが多い。
金融機関以外でブランチインブランチを実施した事例は、ヤマト運輸の宅急便センターが挙げられる。